# Wut Wut
Wut Wut – drugi album studyjny producenta muzycznego Dillona Francisa, wydany 28 września 2018 roku przez IDGAFOS. W przeciwieństwie do pierwszego albumu, na Wut Wut większość utworów jest w języku hiszpańskim.

## Lista utworów
1. "White Boi" (feat. Lao Ra) - 3:05
2. "Esta Noche" (feat. Ximena Sariñana) - 3:09
3. "No Pare" (feat. Yashua) - 3:10
4. "Sexo" (Residente & Dillon Francis feat. iLe) - 3:29
5. "Never Let You Go" (feat. De La Ghetto) - 3:11
6. "We the Funk" (feat. Fuego) - 3:07
7. "Look at That Butt" (feat. Jarina De Marco) - 2:32
8. "Cuando" (feat. Happy Colors) - 2:57
9. "Ven" (feat. Arcangel & Quimico Ultra Mega) - 3:06
10. "BaBaBa (Vete Pa Ya)" (feat. Young Ash) - 2:56
11. "Get It Get It" - 2:48